# 스칸디나비아의 기독교화
다른 노르딕 국가들을 비롯하여 발트 국가들에서 일어난 스칸디나비아의 기독교화는 8세기와 12세기에 걸쳐 발생했다. 덴마크, 노르웨이, 스웨덴 왕국들은 각각 1104년, 1154년, 1164년에 교황의 직접적인 책임 하에 있는 자기들만의 대주교구를 설치했다. 스칸디나비아인들의 기독교 개종은 많은 시간을 필요로 했으며, 교회들끼리의 조직망을 형성하는 데 추가적인 노력들이 필요했기 때문이었다.
기독교화에 대한 가장 초기 신호들은 안스가의 830년대에 비르카와 헤데비 내 교회 건립이었다. 스칸디나비아 지역의 왕들의 개종은 960년–1020년에 걸쳐 발생했다. 이후로, 스칸디나비아 왕들은 교회와 교구를 설치하고 기독교식 왕위를 이루며 뿐만 아니라 '이교도'의 신전을 파괴하려 들었다. 덴마크는 기독교화가 이뤄진 첫 스칸디나비아 국가로, 하랄드 블라톤이 서기 975년경에 기독교화를 선포하고, 이에 대한 내용을 옐링 스톤 두 개를 세워 새겼다. 역사가 안데르스 빈로트에 의하면, 기독교는 외부 국가나 선교단을 통해 강제적으로 스칸디나비아인들에게 강요된 것이며 아니며, 기독교를 정치적으로 유리하다고 판단한 스칸디나비아 왕들을 통해 의도적으로 도입되었다고 한다.
스칸디나비아인들이 명목상으로는 기독교인이 되었지만, 몇몇 지역에서는 실제적인 기독교 신앙이 이들 사이에 받아들여지기에는 상당한 긴 시간이 걸렸으며, 반면에 어느 지역 사람들은 왕보다 앞서 기독교화가 이뤄지기도 했다. 중세 전기 기간 교황청은 스칸디나비아 교회를 중앙화된 로마 가톨릭교회의 권위 하에 두지 못했고, 이에 따라 스칸디나비아 지역별 기독교가 발달하게 될 기회가 조성되었다.

## 함부르크-브레멘 선교단

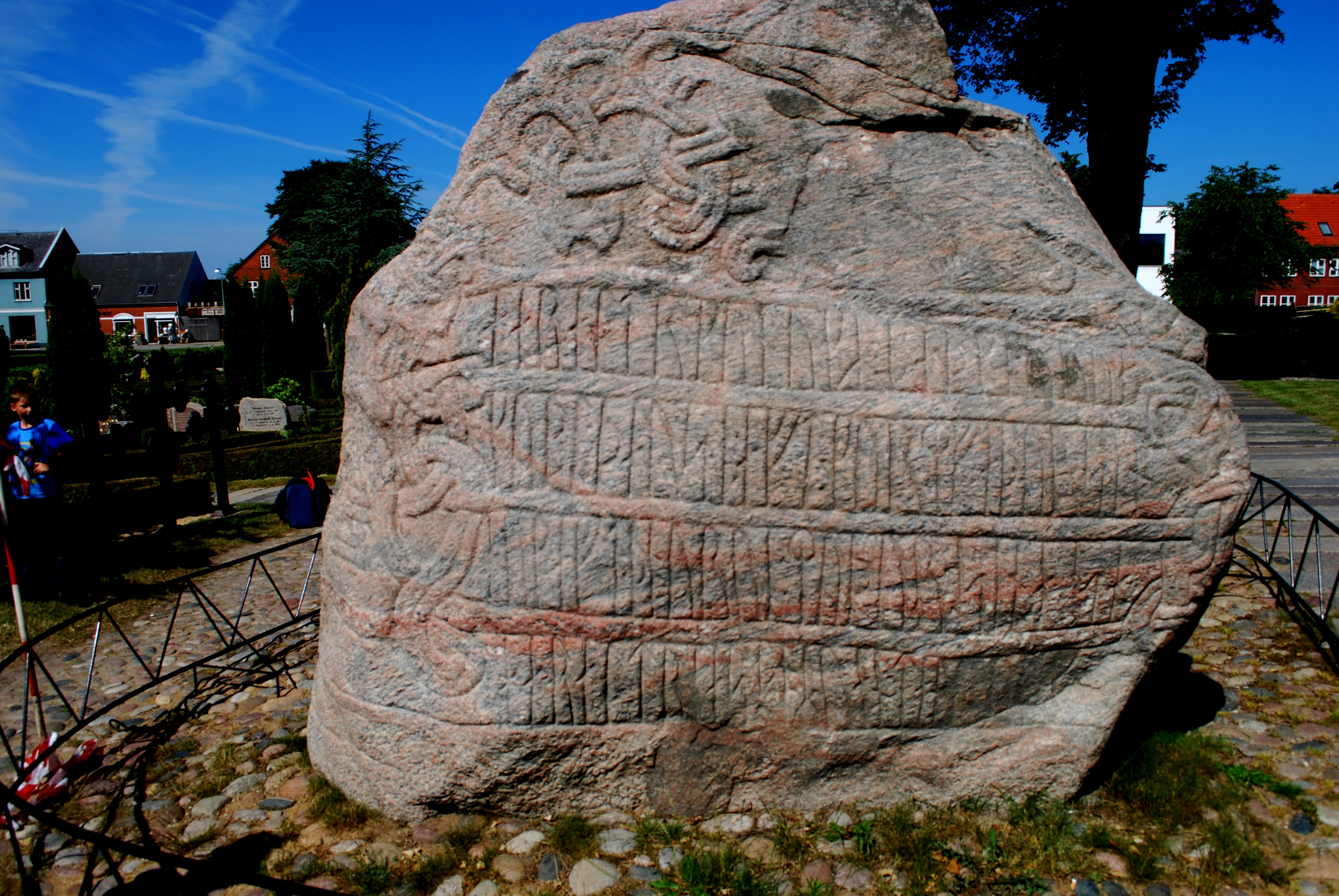
옐링에 있는 하랄드 블라톤의 룬석

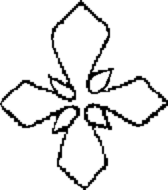
옘틀란드의 기독교화를 상징하는 프뢰쇠 룬석의 십자가

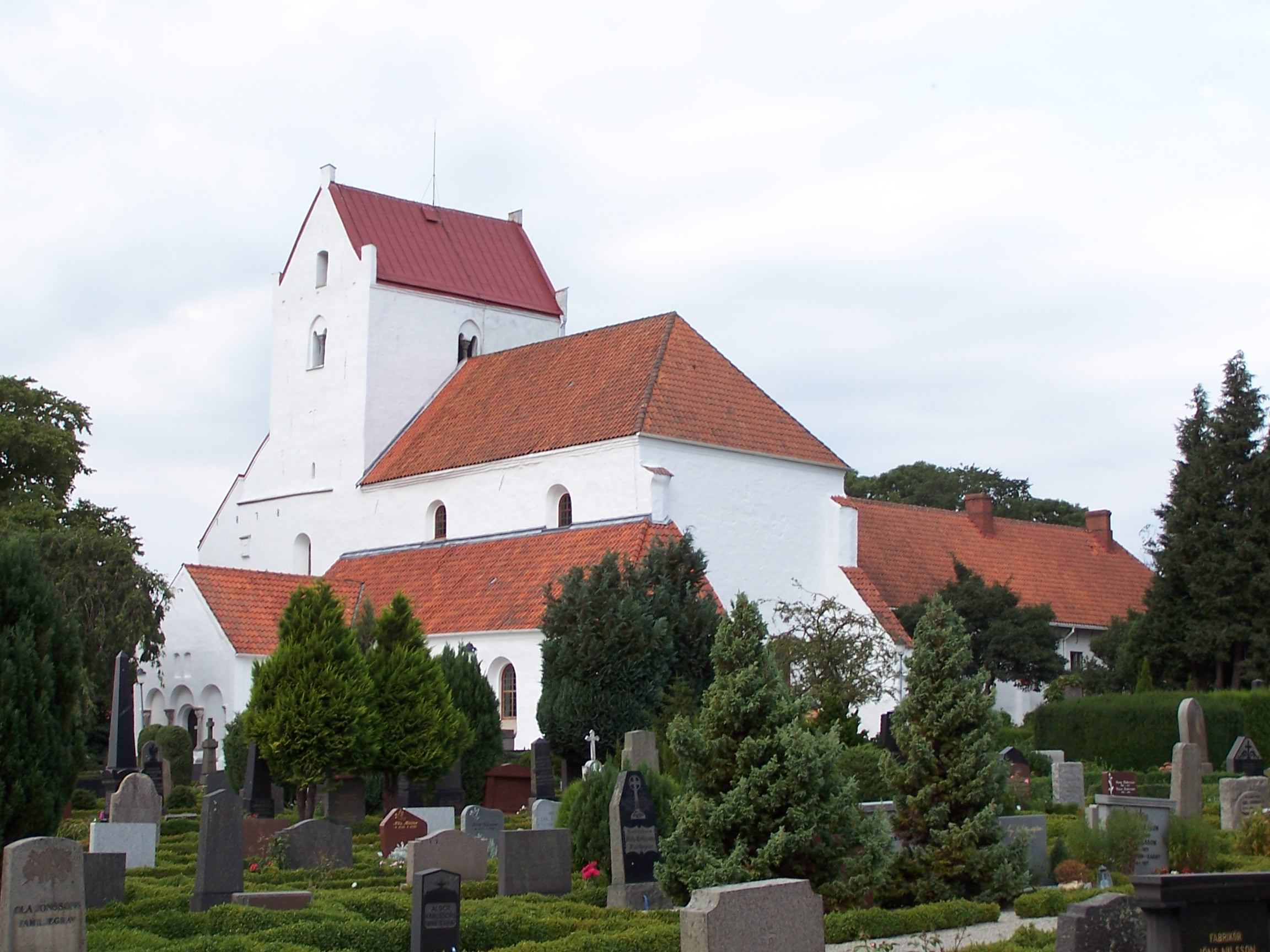
달비의 성십자가 교회

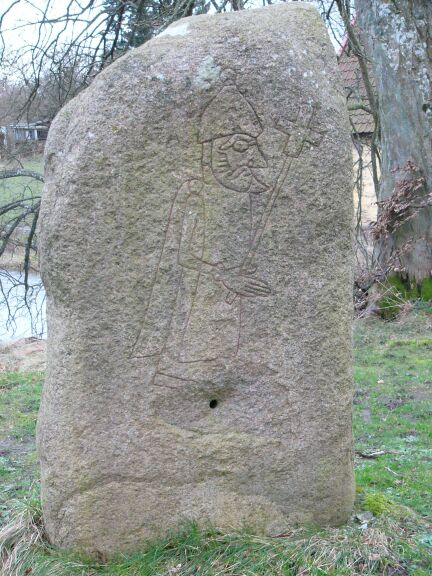
스카네의 바이킹 시대 룬석 쇠베스타드 1은 십자가를 짊어진 사내를 묘사한다.

기록상의 덴마크 내 선교 활동은 '프리슬란트인의 사도' 윌리브로드로 시작됐으며, 그는 당시에 덴마크 영토였던 슐레스비히에서 선교를 했었다. 그는 온겐두스 왕 재위 기간인 710년과 718년 사이 어느 시기에 프리슬란트의 북쪽으로 향했다. 윌리브로드와 동료들은 성과를 거의 거두지 못했는데 온겐두스는 경의를 표했으나 신앙을 바꾸는 데는 관심이 없었다. 앙간튀르는 젊은이들 30명을 윌리브로드와 함께 프리슬란트로 돌아가는 걸 허락했다. 아마 윌리브로드의 의도는 이들을 가르치고 데인인들에게 기독교를 전파할 그의 노력에 이들 중 일부를 동참시키는 것이었다. 한 세기 뒤에 랭스 대주교 에보와 후대에 브레멘 대주교가 된 빌레리히, 세례를 받은 일부가 823년에 덴마크를 방문했다. 그는 개종 목적으로 덴마크를 두 차례 재방문했으나 기록상에 남은 성공은 없다.
826년에, 위틀란트의 왕 하랄트 클락은 덴마크의 또 다른 왕 호릭 1세로 인해 덴마크에서 달아나야만 했다. 하랄트는 위틀란트의 땅을 되찾는 도움을 받기 위해 독일의 루트비히 1세 황제에게 찾아갔다. 루트비히 1세는 옛 신들을 포기한다면 프리슬란트의 공작으로 만들어주겠다고 제안했다. 하랄트는 이 제안을 받아들이고, 그를 비롯해서 그의 식솔들과 데인인 400명은 잉겔하임암라인에서 세례를 받았다. 하랄트가 위틀란트로 돌아갈 때, 루트비히 황제와 랭스의 에보는 수도사 안스가에게 하랄트와 동행하고 개종자들의 기독교 신앙이 제대로 퍼져있는 지를 감독하라 맡겼다. 하랄트 클락이 또 다시 호릭 1세에게 덴마크에서 쫓겨나자, 안스가는 덴마크를 떠나 스웨덴인들에게 선교를 집중하기로 하였다. 안스가는 829년에 비르카로 향하여 작은 기독교 공동체를 세웠다. 그의 가장 중요한 개종 활동은 비르카의 고위 관료이자 그곳 왕의 고문으로 묘사되는 헤리가르의 개종이었다. 831년에 함부르크 대주교구가 설립되었고 스칸디나비아를 개종하라는 임무가 내려졌다.
호릭 1세가 안스가가 대주교로 있던 함부르크를 845년에 약탈하였다. 그곳에 있던 대주교구는 브레멘으로 이전되었다. 같은 해에 비르카에서 전통 신앙자들의 폭동이 있었고 이 결과로 니타르트의 순교가 벌어졌고 현지의 선교 주교 Gautbert는 달아나야만 했다. 안스가는 그의 첫 방문 때 얻은 기독교 공동체를 재건하러 854년에 비르카로, 860년에 덴마크로 돌아갔다. 덴마크에서 그는 당시의 왕인 호릭 2세 (854년에 살해당하고 기독교를 반대했던 호릭 1세가 아님)의 신임을 얻었으며 그는 안스가에 최초의 기독교 채플을 위한 헤데비 내 부지를 마련해주었다. 두 번째 교회는 몇 년 뒤 덴마크 서부 해안에 있는 리베에 세워졌다. 리베는 중요한 교역 도시로, 이에 따라 덴마크 남부는 948년에 함부르크-리베 대주교 관할의, 리베를 중심으로 한 교구가 세워졌다. 리베의 첫 주교 Leofdag는 같은 해에 리베강을 건너던 중에 살해당했다.
북유럽 지역의 기독계 세계에 대한 함부르크-브레멘 대주교구의 우위는 교황청이 교황 그레고리오 7세 임기를 시작으로 직접적으로 북유럽을 관여하면서 점차 쇠퇴하였다. 이 경향에 있어 중대한 한 발자국은 1103년–04년 룬드에 스칸디나비아 전체를 관리하는 대주교구를 설치한 것이었다.
윌리브로드와 하랄트에 대한 기술들 둘다 절반은 허구적이며, 북유럽 고유 신앙의 전통적인 신화 및 전설적 주제를 기독교 이야기로 합친 것이다. 하랄트의 이야기 중에 그가 덴마크에 기독교를 정착시키기 위해 라그나르 로드브로크와 대결했다고 하는 한 이야기가 삭소 그라마티쿠스의 '덴마크의 역사' 제9권에 등장한다. 에보는 에길 또는 오르반딜이라고도 알려진 궁수이자 요정 대장장이이며 아스 신들에게 맞서 전쟁을 벌이는, 이보르라는 북유럽 신화의 인물 이름이며, 랭스의 에보에 대한 이야기는 농민 (비 아스 출신) 출생에 이주를 포함한 에보의 이야기와 합쳐져 있다. 하랄트의 왕위 강탈과 기독교화에 대한 그의 활동들은 신화상(Mithothyn)의 찬탈과  웁살라의 프레이야 숭배 도입 등을 포함하여 유사한 모티프와 가상의 인물들을 만들어낸, '찬탈'과 '제물의 변화' 등에 대한 몇몇 이야기들과 관련되어 있다.

## 스칸디나비아 국가

### 덴마크
덴마크의 기독교 전파는 간헐적으로 이뤄졌다. 데인족들은 9세기부터 1060년대까지 이들이 바이킹 약탈에 참여하던 때 기독교인들과 접촉했다. 이들은 여전히 부족별 성격을 띠었고 이런 의미로 지역별 부족 왕들은 자신들의 씨족과 동족들의 기독교와 기독교인들에 대한 태도를 결정했다. 바이킹 약탈 때 기독교인 노예나 미래의 아내를 데려온 것이 아마 최초로 다수의 평범한 데인족들을 기독교인들과 밀접한 접촉을 시켜주었다.
덴마크의 족장들과 왕들이 노르망디, 잉글랜드, 아일랜드, 프랑스, 독일의 정치에 관여하게 되면서, 이들은 기독교인 백성들에 대해 온화한 태도를 취했다. 경우에 따라 왕이나 족장의 개종이 동맹 관계를 굳건히 하기 위해서나 근처의 강력한 기독교 이웃 국가의 공격을 방지하게 위한 등 순전히 정치적인 것으로 보인다. 강력한 족장 (덴마크어:야를)이나 왕의 개종이 그들의 백성들 사이에 대규모 개종이 벌어진 다음에 이뤄진 사례들도 있었다. 매우 적은 사례 중에는 개종이 당시 왕이나 대단한 자들이 있는 가운데 기독교 성인들이 일으킨 시련 재판 기적들을 통해 이뤄지기도 했었다.
기독교 선교단들은 북방의 게르만족 및 일부 스웨덴인들이 그랬던 것처럼 데인인들이 돌이나 나무 우상을 섬기지 않는 다는 것을 일찍이 알았다. 이들은 단순하게 그리스도가 우월한 신임을 증명하기 위해서 우상을 파괴하지 않았다. 비보르, 레이레, 룬드, 오덴세에 있는 대규묘 종교 지역들은 덴마크의 대규모 집회 장소(덴마크어: landsting)이기도 했다. 덴마크의 종교 장소들은 보통 신성한 샘이나 대규모 너도밤나무 숲, 멀리 떨어진 구릉 정상 등에 위치했었다. 선교단들은 단순하게 이런 장소들에 채플들을 짓는 걸 요청하였다. 시간이 흘러 이 장소들의 종교적 중요성은 채플 그 자체로 옮겨갔다.
기독교인이 된 이후에도, 데인족들은 두 개의 신앙 체계를 같이 혼합시켰다. 지상에 가까이 살던 가정들은 땅의 정령들 (덴마크어: landvætter)을 불쾌하게 하고 싶지 않았고, 따라서 기독교 이전 시대처럼 공물을 두었다. 신성한 샘 (덴마크어: kilder)은 샘과 관련된 지역 성인들 중 한 명과 같이 축성되었고 종교 생활은 예전처럼 계속되었다. 기독교 선교사들은 성지들이나 그 근처에 교회를 위치시키는 과정을 도울 수 있었고 때로는 교회 건축을 위해 성림에서 나무를 사용했다. 토르의 망치 표시는 십자가에 손쉽게 흡수되었다.
덴마크에는 초기 스칸디나비아의 관습처럼 지역 주교들에 의해 시성되거나 지역 주민들에 의해 성인으로 추앙되는 몇몇 성인들이 있다. 이 성인들은 보통 덴마크의 기독교화와 관련된 업적들에서 존경심을 끌어냈다. 비보르에는 성 콀트, 오르후스에는 성 닐스 (성 니콜라스라고도 함), 오덴세에는 성 크누드 (덴마크어: Sanct Knud) 등이 있었다. 다른 이들에는 가누토 라바드, 안스가, 벤쉬셀의 성 퇴게르, 성 빌헬름, 리베의 성 Leofdag 등이 있었고, 그 밖에 다른 이들도 데인인들을 기독교인들로 만드는 일에 자신들의 삶과 노력을 들였다.
생전에는 졸음왕이라고 알려진, 왕 고름 가믈리 (덴마크어: den Gamle)는 덴마크 전역의 최초의 왕이었다. 그 이전에, 덴마크 왕들은 데인족 전체에 대해서는 영향력이 없는 지역 왕들이었다. 덴마크는 아이더강에 이르는 위틀란트와 슐레스비히홀슈타인, 셸란섬, 퓐섬, 랑엘란섬 등의 본토 섬들, 인근의 작은 섬들, 스코넬란드로 구성되었다. 고름은 '강인한 이교도'라 말해지지만, 왕비 티라의 영향력은 기독교인들이 다소 어려움 없이 사는 것을 허락해주었다. 옐링에 있는 고름과 티라의 고분 두 개에는 정교하게 장식된 은잔을 포함하여 전통 신앙과 기독교 도상이 혼합된 유물이 있다. 고름과 왕비 티라의 아들하랄드 블라톤 왕은 자신이 "데인족들을 기독교인으로 만들었다"라고 하며 옐링에 있는 룬석 중 하나에 자랑하였다. 하랄드 블라톤은 또한 서기 960년대에서 980년대의 것으로 추정하는 쿠름순 디스크의 명각에 언급되어 있다. 디스크의 뒷면에는 팔각형의 솟아난 부분이 있는데, 이는 가장자리까지 이어진다. 8각형 솟아난 부분 중심부에는 하랄드 블라톤이 기독교도인임을 암시하는 십자가가 있다.
기독교로 개종한 최초의 덴마크 왕은 하랄드 클락이며, 경건왕 루트비히의 지원을 받기 위해 망명 기간에 세례를 받았다. 림베르트는 그가 선교사들과 동행하여 고향으로 돌아왔다고 하며 그렇지만, Sanmark는 그가 실제로 고향에 들아온 것 같지 않으며 따라서 덴마크의 개종에 대한 그의 영향은 미미할 것으로 본다.
기독교는 하랄드 블라톤의 세례 후에야 덴마크에서 강한 영향력을 얻었다. 초창기에, 하랄드는 이르면 935년부터 기독교 선교사들의 민중 접촉을 허가했음에도 전통신앙주의자였다. 960년경에, 블라톤은 기독교로 개종했으며, 전해진 바에 의하면 이때 프리슬란트 수도사 포포(Poppo)가 불로 뜨겁게 데운 철 덩어리를 상처 없이 손으로 쥐었다고 한다. 하랄드의 딸 군힐드와, 아들 스베인 튜구스케그 마찬가지로 세례를 받았다. 또한 개종에 대한 정치적 이유도 있었다. 독일 역사가들은 하랄드가 스베인 튜구스케그의 대부인 오토 1세 때문에 세례를 받았다고 기록하다. 그의 개종의 결과 중 하나가 덴마크의 왕들이 옐링에 있는 왕궁을 버리고 셸란섬의 로스킬레로 거처를 옮긴 것이었다.
스베인은 업적들을 기념하기 위해 옐링에 거대한 돌을 세우는 데 과도한 시간과 돈을 쓰던 아버지를 상대로 반란을 일으켰다. 어느날 하랄드 왕이 여행자에게 인간이 이렇게 무거운 화물을 옮긴 것을 본 적이 있는지 물어보았다. 그러자 여행객은 "저는 스베인이 당신한테서 덴마크 전부를 옮기고 있는 것을 보았습니다 왕이시여. 당신이 가지고 있는 것 중에 무엇이 더 무거운지 판단해보십시오." 하랄드는 길에 놓여있는 돌을 내버려두었고, 마침내 스베인이 왕국 전체를 차지하는 데 거의 성공한 것을 깨달았다. 몇 차례의 전투가 반란을 교착 상태로 이끌었지만, 985년에 하랄드는 화살 때문에 치명적 상처를 입고 말았다. 이후의 그의 유해는 당시 덴마크의 수도인 로스킬레에 있는 조그만한 통나무 교회에 묻혔다. 그의 유해는 로스킬레 대성당의 기둥 중 하나 안에 있을 것으로 추정된다.
스베인 튜구스케그는 신성 로마 제국한테서 덴마크 내 교회 지배권을 장악하려 하였고 이 결과로 당시의 독일 역사가들한테서 비방을 당했다. 그는 기독교 신앙이 타락했고, 잉글랜드 내 기독교인들을 박해했다는 혐의에 놓였다. 사실 스베인은 교구 사제단을 위한 재정 지원을 위해 룬드의 대성당에 토지를 내려주었다. 그의 군대는 애설레드가 일으킨 데인족들의 성 브릭시오 축일의 학살이 일어난 뒤에 잉글랜드 침공 때 기독교 교회들을 파괴했었다. 그렇지만 스베인이 잉글랜드와 덴마크의 왕이 된 뒤에, 정치 상황은 그를 반대했던 교회들을 향해 온화한 자세를 그가 보여주어야함을 요구했다.
또 다른 기독교화의 영향을 준 것은 바이킹 시대 때 잉글랜드와 노르웨이로 대규모 데인족들의 이주가 이뤄진 것이었다. 수천 명의 데인족들이 잉글랜드 동부와 프랑스 북부에 정착하여 기독교인들이던 지역민들을 대체하거나 이들과 통혼을 하였다. 한 데인족 씨족 일부가 기독교도가 되면, 기독교인에 대한 한 가정의 시선이 온화해짐을 보통 의미했다.
11세기 초쯤에, 특히 크누드 4세 집권기에, 덴마크는 기독교 국가가 되었다고 말해진다. 후대에 성 가누토라고 알려진 크누드 4세는 귀족들과 농민들 모두가 그의 재위 기간 처음으로 덴마크에 도입된 새로운 수도원 및 기독교 제단들을 위한 재정 지원을 위해 십일조를 강요한 것에 반란이 벌어지고 나서 1086년에 성 알반스 교회 내부에서 살해당했다. 제도와 세금 둘다 외국의 영향으로 여겨지며, 새로운 법률을 제정하기 위해 관습적으로 지역 집회를 사용하는 것에 대해 크누드가 거부당한 것은 그와 그의 동생 베네딕트, 17명의 허스칼의 죽음으로 이어졌다. 많은 방식에서 1188년의  성 가누토의 시성은 덴마크 내 기독교의 승리를 나타낸다. 성 가누토의 유해가 오덴세 대성당으로 옮겨졌을 때, 나라 전체가 3일간 단식에 들어가며 겸허함에 빠졌다. 그가 성인이 된 최초의 데인족은 아니지만, 어느 정도 통치된 통일 덴마크의 상징인 왕이 성인이 된 최초의 경우로서, 신자들에 의해 존경받을 만한 가치가 있는 예로 인식되었다.
덴마크의 국왕이 덴마크 국교회의 명목상 수장이 되면서 덴마크가 루터교 국가가 되던 1536년부터, 국왕과 귀족들 그리고 교회들 간의 분쟁 (덴마크어: Folkekirke)이 덴마크 역사에서 많이 나타났다.

### 노르웨이

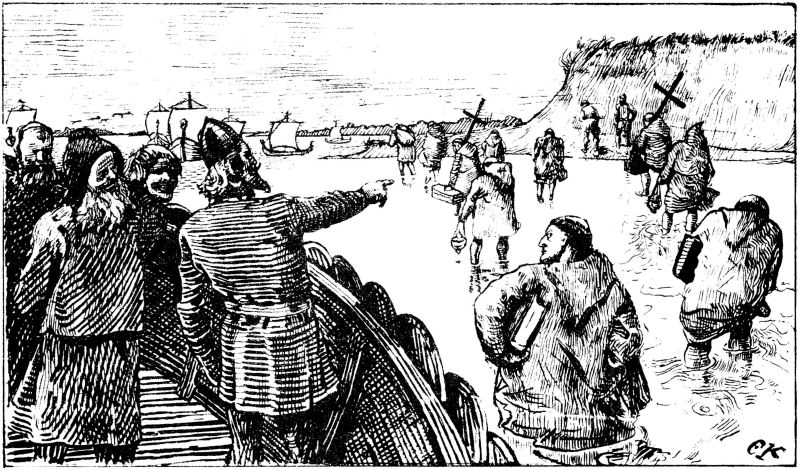
야를 호콘은 덴마크 왕이 보낸 선교사들을 받았으나, 덴마크를 떠나기 전에, 이들을 돌려보냈다.

기록 상에 남은 노르웨이 내 기독교 전파의 최초의 시도들은 잉글랜드에서 자랐던 10세기의 호콘 1세가 한 것들이었다. 그의 활동은 인기를 끌지 못했고 성공을 거의 거두지 못했다. 이후의 왕이자 또한 기독교인이기도 했던 하랄드 그라펠드는 이교 신전들을 파괴한 것으로 알려졌으나 기독교를 대중화하려고 하지는 않았다.
그 뒤 왕위를 충실한 전통 신앙자 호콘 시구르손이 이어받았으며, 그는 신전들을 재건하며 전통 신앙 부활을 이끌었다. 덴마크의 하랄이 975년경에 강제로 기독교를 믿게 하려하자, 호콘은 덴마크와 동맹을 파기하였다. 덴마크 침공군은 986년 혜룽가바우그르 전투에서 패배했다.
995년에 올라프 트뤼그바손이 노르웨이의 올라프 1세 국왕으로 즉위했다. 올라프는 여러 차례 유럽 도시들을 약탈했고 몇 차례 전쟁에도 참전했다. 하지만 986년에, 그는 실리 제도에서 기독교인 선지자를 만나게 되었다. 선지가 말한 것처럼, 올라프는 배를 타고 복귀하던 중에 반역자 무리의 공격을 받았다. 부상에서 회복하자 마자, 그는 세례를 받았다. 그 뒤로 그는 기독교 도시를 공격하는 걸 멈추고 잉글랜드와 아일랜드에서 거주했다. 995년 그는 노르웨이로 돌아갈 기회를 잡았다. 그가 돌아왔을 때, 호콘 야를은 이미 반란 상황에 있었고, 올라프 트뤼그바손은 반란군으로 하여금 자신을 왕으로 인정하게끔 설득하였다. 호콘 야를은 이후에 돼지우리에서 숨어 있다가 배신을 당하고 노예에게 살해하였다.
올라프는 그때부터 자신에게 있던 모든 수단을 사용하여 노르웨이를 기독교 국가로 개종시키는 걸 우선 순위로 삼았다. 왕의 사가에서는 서쪽의 노르드 정착지를에 대한 그의 활동을 상세히 전하면서 페로제도, 오크니제도, 셰틀랜드 제도, 아이슬란드, 그린란드를 기독교화한 그의 공로를 인정하였다.
올라프가 1000년에 일어난 스볼데르 전투에서 패배하고 나서, 라데의 야를들의 지배 기간에 노르웨이 내에서 일부 전통 신앙으로 복귀가 있었다. 성 올라프의 재위 이후, 나머지 전통 신앙 신자들은 뿌리뽑혔고 기독교가 확고한 지위를 구축했다.
후대에 교황 하드리아노 4세가 된 니콜러스 브레이크스피어는 1152년부터 1154년까지 노르웨이를 방문했다. 이 기간에, 그는 노르웨이의 교회 건축을 벌였다. 노르웨이의 니다로스에 대주교구 설립을 승인하는 교황 칙서는 1154년 11월 30일경으로 추정된다.
노르웨이의 상업 도시 베르겐에 있는 13세기의 룬 금석문들은 기독교의 영향을 거의 보이지 않으며, 이 중에 하나는 발키리에게 간청하는 내용이다.

### 스웨덴

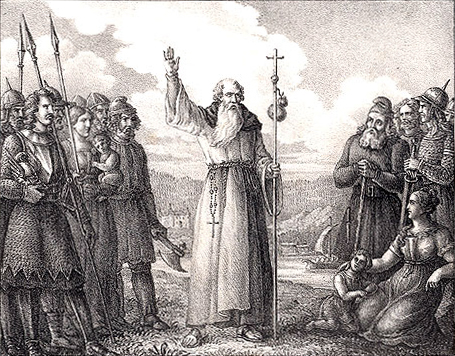
안스가는 이르면 830년대부터 선교 활동을 했다.

스웨덴을 기독교화 하려는 시도들 중에 알려진 것들은 830년의 안스가가 진행한 것이며, 그는 스웨덴 왕 뵤른의 초청을 받았다. 비르카에 교회를 세운 그는 스웨덴인들이 이에 대한 무관심을 접하게 되었다. 한 세기 뒤에 함부르크의 대주교 운니가 실패로 끝난 또 다른 선교 활동을 벌였다. 10세기의 잉글랜드 선교사들은 베스테르예틀란드에 진출했다.
최신 고고학 연구에서 괴틀란드에는 9세기에 기독교인들이 이미 있었음을 나타내었다. 기독교가 남서쪽에서 시작되어 북쪽으로 전파되었을 것이라고 더욱 확실하게 고려되었다.
웁살라의 제의(祭儀) 집단들은 990년대에 왕위에 올른 스웨덴의 초대 기독교도 왕 올로프 솃코눙와 상호 관용 협의를 이끌어냈다. 아마도 올로프 솃코눙은 우플란드에서 기독교의 가르침을 무력으로 강요할 만큼 강인하지 않았던 것으로 보인다. 대신에 그는 대략 1000년쯤  후사뷔 요새 인근에 있는 베스테르예틀란드 지역의 스카라에 교구를 설치하였다. 또 다른 교구가 브레멘의 아담에 따르면 스텡킬 왕에 의해 1060년대 시그투나에 설치됐다고 한다. 이 교구는 아마 1134년과 1140년 사이 어느 시기에 감라 웁살라로 이동되었다. 이곳이 옛 왕궁이자 팅그의 장소이기도 했지만 이런 변화는 우플란드의 기독교에 대한 저항이 꺾였다는 것을 보여주려는 열망에서 비롯했을 수 있다. 교황령의 주도에 따라, 스웨덴의 대교구가 1164년 웁살라에서 설치되었다.
기독교도와 이교도 사이에 일어난 극심한 폭력 사태는 1080년대의 블로트 스벤와 잉에 간의 분쟁이었다. 이 기록은  '오르크네잉가 사가'와, 전설상의 역사에서 이 책이 집필되기 이전 실제 스웨덴 역사까지 수세기간의 내용을 연속하여 담고 있는 '헤르보르와 헤이드레크의 사가'의 마지막 부분에 나와있다. 당시에 재위 중이던 잉에 왕은 웁살라의 전통적인 이교 희생 의식을 끝내기로 결정하였는데 이것이 전반적인 반발로 이어졌다. 잉에는 망명을 떠나야만 했고, 그의 처남 또는 매부인 블로트 스벤이 인신 공양을 지속하겠다는 조건으로 왕으로 선출되었다. 망명을 떠난 지 3년 뒤, 잉에는 1087년에 비밀리에 스웨덴으로 돌아왔고, 감라웁살라에 도착한, 그는 자신의 허스칼들과 블로트 스벤의 홀을 둘러싸고 불을 질렀으며, 불 붙은 건물에서 나온 스벤을 살해했다. '헤르보르 사가'에서는 잉에가 스웨덴의 기독교화를 마쳤다고 하나, '헤임스크링글라'에서는 잉에가 권력을 장악하지 못하여 또 다른 이교 왕 에리크 오르셀을 처리해야만 했다고 한다..
M. G. Larsson에 의하면, 스웨덴 주요 지역들에서 11세기 동안에 이교와 기독교가 공존할 수 있었던 이유가 새로운 종교로 전환에 대한 전반적 지지가 있었기 때문이었다고 한다. 그렇지만, 옛 이교의 의식들은 법적 절차에서 중요하고 핵심적이었고 누군가가 고대 관습에 의문을 표하면, 여러 새로운 기독교화 된 스웨덴인들이 한편으로 이교에 대한 지지에 대하여 강력한 반응을 보였을 것이다. Larsson은 따라서 사가들과 브레멘의 아담 등을 통해서 전해진 이교와 기독교 간의 동요는 현대 사회의 이데올로기적 변화에서 나타나는 동요과 많이 다르지 않았다라고 이론을 세웠다. 잉에 왕이 백성들의 강력한 지지 없이는 기독교 왕으로서 통치를 한다는 것은 불가능했을 것이며, 맨발의 망누스가 주도한 노르웨이의 베스테르예틀란드 침공은 잉에와 백성들의 관계를 시험에 들게 하였는데 그는 스웨덴의 레이당 대부분인 3,600명을 집결시키고, 노르웨이 점령 세력을 몰아냈더.
스웨덴이 공식적으로는 12세기에 기독교화가 이뤄졌지만, 노르웨이 왕 시구르 1세는 12세기 초에 스웨덴 왕국 남동부의 스몰란드 지역에 대하여 성전에 착수하였으며, 공식적으로 이 성전은 지역민들을 개종시키기 위함이었다.
오늘날 스톡홀름 인근 로뵌섬의 무덤들에 대한 고고학 발굴에서 스웨덴인들의 실제 기독교화는 매우 느렸고 최소한 150년에서 200년이 걸렸음을 보여준다.

### 고틀란드
스웨덴의 섬 고틀란드에는 구탈라겐으로 알려진 고틀란드어 법전이 1220년대부터 1595년까지 공식적으로 쓰였다. 실제로는, 1645년까지 쓰였다. 이 법전은 블로트 행위가 벌금으로 처벌받을 수 있음을 설명하고 있다.

### 옘틀란드
옘틀란드 중심부의 프뢰쇤섬에 서있는, 세상에서 가장 북단에 있는 룬석인 프뢰쇠 룬석에서, 아우스트마르(Austmaðr)라는 사내가 룬석이 세워진 1030년-1050년쯤에 이 지역을 기독교화시켰다고 한다. 아우스트마르에 대해서는 거의 알려진 것이 없으나, 이 지역 팅그인 얌타모트의 로그마드였던 것으로 여겨진다.

## 그 외의 노르드 국가
중세 스칸디나비아의 왕들은 스칸디나비아 외부 지역들 역시도 통치했었다. 이 지역들은 오늘날 노르딕 국가들로 알려져 있다.

### 페로 제도
시그문두르 브레스티손은 기독교로 개종한 첫 페로인으로, 올라프 트뤼그바손의 칙령에 따라 페로 제도에 기독교를 전하였다. 초기에 시그문두르는 제도의 사람들을 토르스하운의 뢱팅에서 왕의 칙령을 발표하여 개종시키려 했으나 성난 군중들에게 거의 죽을 뻔했다. 그러자 그는 전략을 바꾸어, 밤에 무장한 자들과 같이 족장 트론뒤르 이 그튀의 거처로 가서 그의 집을 부숴버렸다. 그는 그에게 기독교를 받아들이거나 목이 베이는 것을 택하라는 제안을 했다. 그는 전자를 택했다.
이후인, 1005년에, 트론뒤르 이 그튀는 스쿠보이섬에 있는 시그문두르의 사유지에서 밤에 그를 공격했고, 시그문두르는 헤엄을 쳐 수두로이섬의 산부이크로 달아났다. 그는 산부이크의 Sigmundargjógv에 도착했으나, 그곳의 농부가 지친 시그문두를 살해하고 그의 귀중한 금 팔찌를 훔쳐갔다.

### 핀란드
고고학 발견물을 통해 판단한 바, 기독교는 11세기 동안 핀란드에서 발판을 마련했다. 가톨릭 교회는 12세기의 스웨덴 영향력 증가와 13세기의 비르예르 얄의 핀란드 십자군을 통해 강화되었다. 핀란드는 그때부터 19세기까지 스웨덴의 영토였다.

### 아이슬란드
파파르로 알려진 아일랜드 수도승들이 9세기에 노르드인들이 아이슬란드에 정착하기 앞서 이곳에 존재했었다고 한다.
올라프 1세가 아이슬란드인들을 불모로 잡은 뒤로, 10세기 아이슬란드에서는 기독교 세력과 이교 세력 간의 긴장감이 고조됐다. 폭력을 동반한 충돌들은 이들 간의 이교 측 지도자인 소르게이르 리오스베트닝가고디가 중재를 하며 서기 1000년 알팅그에서의 결정으로 막아졌다. 하루 내내 그리고 하룻밤 동안에 중재를 한 그는 아이슬란드 전체가 기독교로 개종해야만 하고 동시에 개인의 전통 신앙 숭배는 계속해서 용인하기로 택했다.

## 개종의 동기
일부 개종은 정치적 및 물질적 이득을 위해 벌어진 것처럼 보이며 동시에 몇몇은 영적 이유로 인한 것이었다. 예시로, 일부는 세례를 받으면서 세례 받을 사람들의 후원자의 역할을 했을 프랑크 귀족들이 전해준 값비싼 선물(정교하고, 하얀 세례용 의복)을 가지고 싶어서 일 것이다. 예로 덴마크의 하랄드 블라톤 왕의 경우처럼, 그는 이전의 프랑크인들보다 자신들에게 당시에 더욱 더 큰 위험이었던 독일인들한테서 독립을 유지하기 위해서 부분적으로 새로운 신앙으로 (최소한 처음에는) 개종했을 뿐이었다. 그는 또한 기독교가 그의 통치에 더 많은 것을 제공한다고 보았다. 기독교는 그의 지위를 향상시키는 걸 도울 뿐만 아니라, 실질적인 도움도 제공하기도 했다. 선교 주교들은 글을 쓸 줄 알았고, 이들은 독일과 잉글랜드에서 왕실 업무를 경험했던 자들로 귀중한 조언자들로서 잠재력이 있었다. 또한 이교 왕들이 기독교의 부에 매혹되면서 개종을 하는 데 경제적 동기가 있기도 했다. 결론적으로, 일부는 이 부를 얻기 위한 출구로서 새로운 신앙을 택했다.

## 최후의 이교자
1721년에, 새로운 덴마크-노르웨이 식민지가 토착민들을 기독교로 개종시키는 목표를 갖고 그린란드에 건설되었다. 동일한 시기에 노르웨이와 스웨덴에서 이웃한 국가들에서 개종이 이뤄진 뒤에도 오랜 기간 토착 종교를 유지했던 사미인들을 개종시키려는 활동들이 있었다. 일부 사미인들은 18세기까지 개종을 하지 않고 있었다.

## 같이 보기
- 리투아니아의 기독교화
- 키예프 루스의 기독교화
- 게르만족의 기독교화
- '헤임스크링글라' – 노르웨이의 두 선교 왕들의 생애를 담은 중세 서적물
- 북방십자군

## 참고 문헌
- Berend, Nora. Christianization and the Rise of Christian Monarchy: Scandinavia, Central Europe and Rus' c. 900–1200 (2010).
- Katajala-Peltomaa, Sari. "Fatherhood, Masculinity and Lived Religion in Late-Medieval Sweden." Scandinavian Journal of History 38.2 (2013): 223–44.
- Latourette, Kenneth Scott. A history of expansion of Christianity. Vol 2. The thousand years of uncertainty: AD 500–AD 1500 (1938) pp. 106–43.
- Latourette, Kenneth Scott.Christianity in a Revolutionary Age. A History of Christianity in the Nineteenth and Twentieth Centuries, Vol. II: The Nineteenth Century in Europe, the Protestant and Eastern Churches (1959): pp. 131–96.
- Latourette, Kenneth Scott. Christianity in a Revolutionary Age. A History of Christianity in the Nineteenth and Twentieth Centuries, Vol. IV: The Twentirth Century in Europe, the Roman Catholic, Protestant and Eastern Churches. (1961): 310–36
- Melnikova, Elena. "How Christian Were Viking Christians?." Ruthenica, Suppl. 4 (2011). pp. 90–107; online; also online
- Meylan, Nicolas. "Mana in the North: Power and Religion in Medieval Scandinavian Historiography," History of Religions (Nov 2016) 56#2 149–66. doi:10.1086/688215
- Sanmark, Alexandra: Power and conversion: a comparative study of Christianization in Scandinavia; Uppsala: Department of Archaeology and Ancient History, Uppsala University, Occasional papers in archaeology: 34; ISBN 91-506-1739-7 Also: Ph.D. Thesis, 2002 London, University College pdf bibliography pp. 297–317.
- Winroth, Anders. The conversion of Scandinavia: Vikings, merchants, and missionaries in the remaking of Northern Europe (Yale UP, 2012).
- Hoftun, Oddgeir (2008). Kristningsprosessens og herskermaktens ikonografi i nordisk middelalder, Oslo: Solum forlag. ISBN 978-82-560-1619-8 (노르웨이어)
- Kaufhold, Martin (2001), Europas Norden im Mittelalter, Wissenschaftliche Buchgesellschaft ISBN 3-89678-418-8 (독일어)
- Larsson, M. G. (2002). Götarnas riken. Upptäcktsfärder till Sveriges enande. Atlantis, Stockholm. ISBN 91-7486-641-9. (스웨덴어)
- Schön, Ebbe. (2004). Asa-Tors hammare, Gudar och jättar i tro och tradition. Fält & Hässler, Värnamo. ISBN 91-89660-41-2 (스웨덴어)